# Liste der Präsidenten des Senegal
Präsident der Republik (Le Président de la République) ist in Senegal der Titel des Staatsoberhaupts. Kraft Amtes ist er zugleich Großmeister des Ordre national du Lion, des höchsten Verdienstordens Senegals.

## Verfassungsgeschichte des Amtes
In diesem westafrikanischen Staat ist der Wahlmodus für das Präsidentenamt in der Verfassung Senegals geregelt und wurde mehrfach geändert. Aufgrund des Verfassungsreferendums im Senegal 2001 dauerte die Amtsperiode eines Präsidenten des Senegal sieben Jahre, von 2001 bis 2008 währte sie verfassungsmäßig fünf Jahre. 2008 wurde die Dauer der Amtszeit wiederum geändert in sieben Jahre. Präsident Macky Sall hatte sich schon vor seiner Wahl für eine Reduzierung auf fünf Jahre eingesetzt und 2016 nach einem neuen Verfassungsreferendum diese auch verwirklicht.

## Wahlmodus
In Artikel 26, 27 und 28 der Verfassung wird der Wahlmodus seit 2016 wie folgt geregelt:
Der Präsident der Republik wird in allgemeiner direkter Wahl und mit der absoluten Mehrheit der abgegebenen Stimmen gewählt, gegebenenfalls nach einer Stichwahl. Die Amtszeit beträgt fünf Jahre. Niemand darf mehr als zwei aufeinanderfolgende Amtsperioden innehaben. Jeder Kandidat für die Präsidentschaft muss ausschließlich senegalesischer Nationalität sein, muss im Besitz aller bürgerlichen und politischen Rechte sein, muss am Wahltag mindestens 35 Jahre und darf höchstens 75 Jahre alt sein. Er muss die Amtssprache (Französisch) fließend schreiben, lesen und sprechen können.
Die verfassungsgemäße Durchführung der Wahl obliegt dem Verfassungsrat (Conseil constitutionnel). Einzelheiten sind in Artikel 115 bis 143 des Wahlgesetzes vom 18. Januar 2017 geregelt. Eine bedeutsame Änderung des Wahlgesetzes erfolgte am 4. Juli 2018, besonders hinsichtlich der Artikel 115 und 116. Danach muss jede Kandidatur die Unterstützung durch die Unterschriften von mindestens 0,8 % und höchstens 1 % der registrierten Wahlberechtigten nachweisen. Diese Unterstützer müssen sich auf mindestens sieben Regionen verteilen mit mindestens zweitausend pro Region. Ein Wähler darf nur einen Kandidaten unterstützen. Für die Präsidentschaftswahl 2019 bedeutete dies, dass entsprechend der Zahl der registrierten Wahlberechtigten jeder Kandidat – auch ein durch eine Partei nominierter – eine Unterschriftsliste mit 53.465 bis 66.860 Unterstützern einreichen musste.

## Liste der Präsidenten des Senegal
Folgende Personen bekleideten bisher das Präsidentenamt:
| Nr. | Bild | Name (Lebensdaten)                     | Amtszeit          | Amtszeit          | Partei |
| Nr. | Bild | Name (Lebensdaten)                     | Beginn            | Ende              | Partei |
| --- | ---- | -------------------------------------- | ----------------- | ----------------- | ------ |
| 1   |      | Léopold Sédar Senghor (* 1906; † 2001) | 6. September 1960 | 31. Dezember 1980 | PS     |
| 2   |      | Abdou Diouf (* 1935)                   | 1. Januar 1981    | 1. April 2000     | PS     |
| 3   |      | Abdoulaye Wade (* 1926)                | 1. April 2000     | 2. April 2012     | PDS    |
| 4   |      | Macky Sall (* 1961)                    | 2. April 2012     | 2. April 2024     | APR    |
| 5   |      | Bassirou Diomaye Faye (* 1980)         | 2. April 2024     | amtierend         | PASTEF |

## Amtssitz

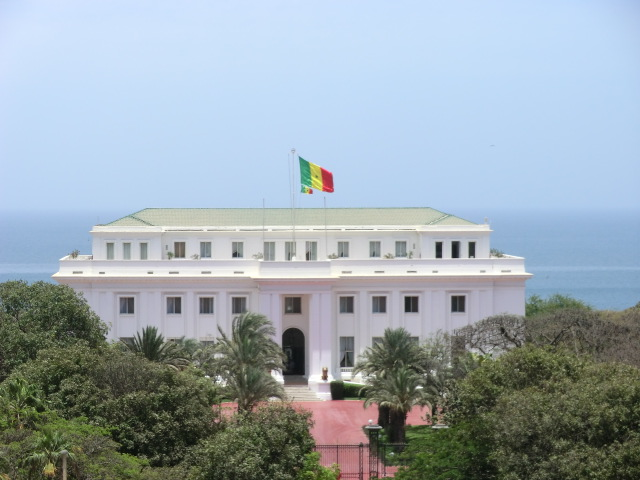
Präsidentenpalast in Dakar

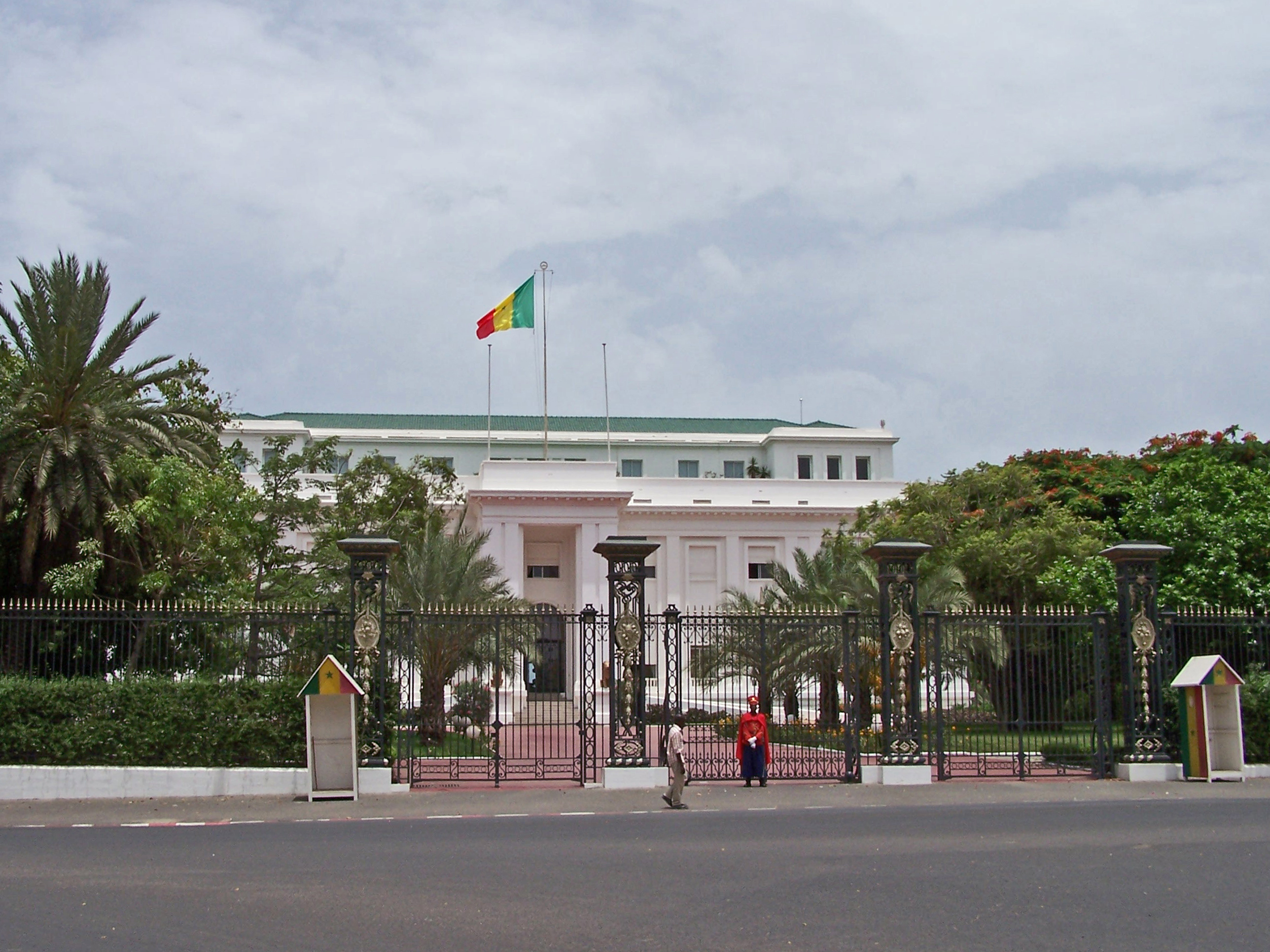
Der Palast im Jahr 2007.

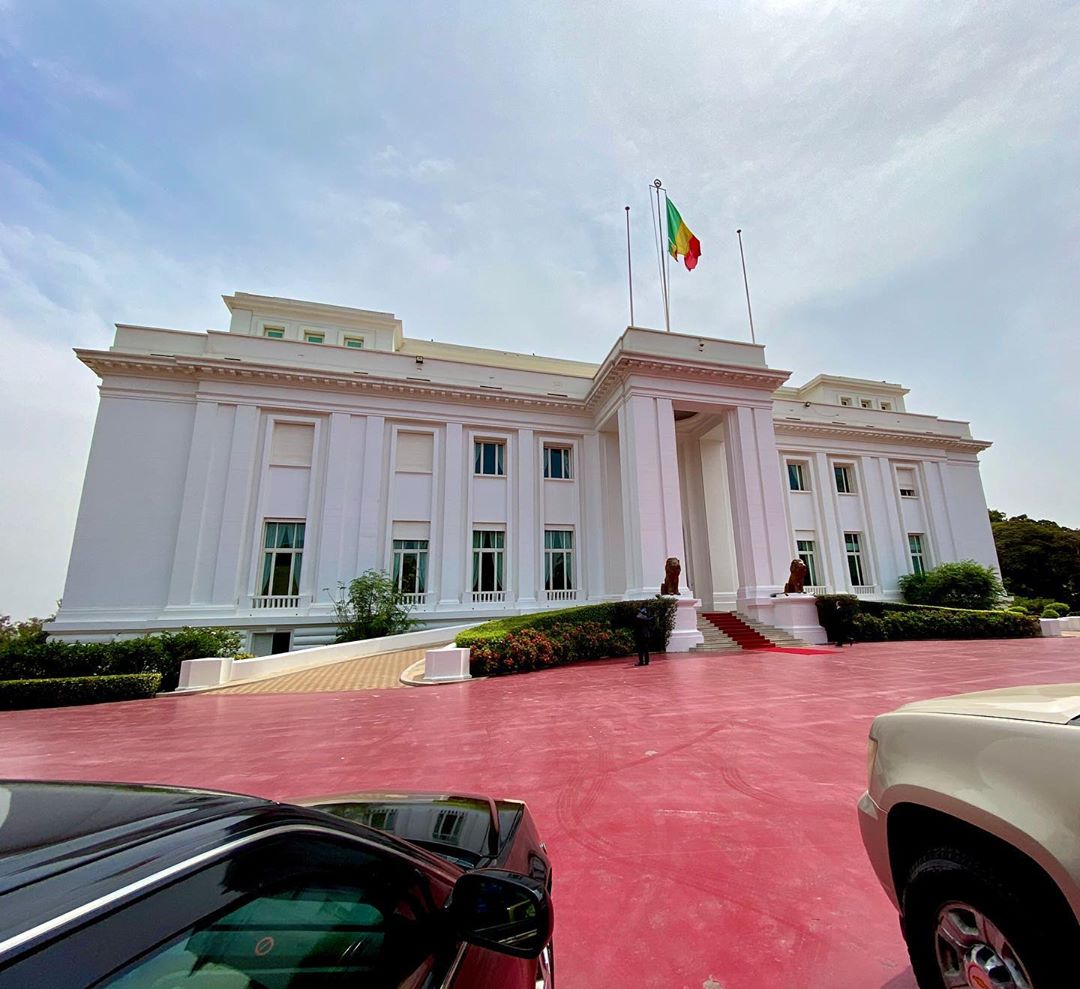
Der Palast im Jahr 2020 aus der Nähe gesehen.

Als Präsidentenpalast dient der Palast der Republik, eine historische Residenz in Dakar im Stadtteil Plateau. Einst die offizielle Residenz des Generalgouverneurs von Französisch-Westafrika, ist es heute die des Präsidenten der Republik Senegal.

## Siehe auch

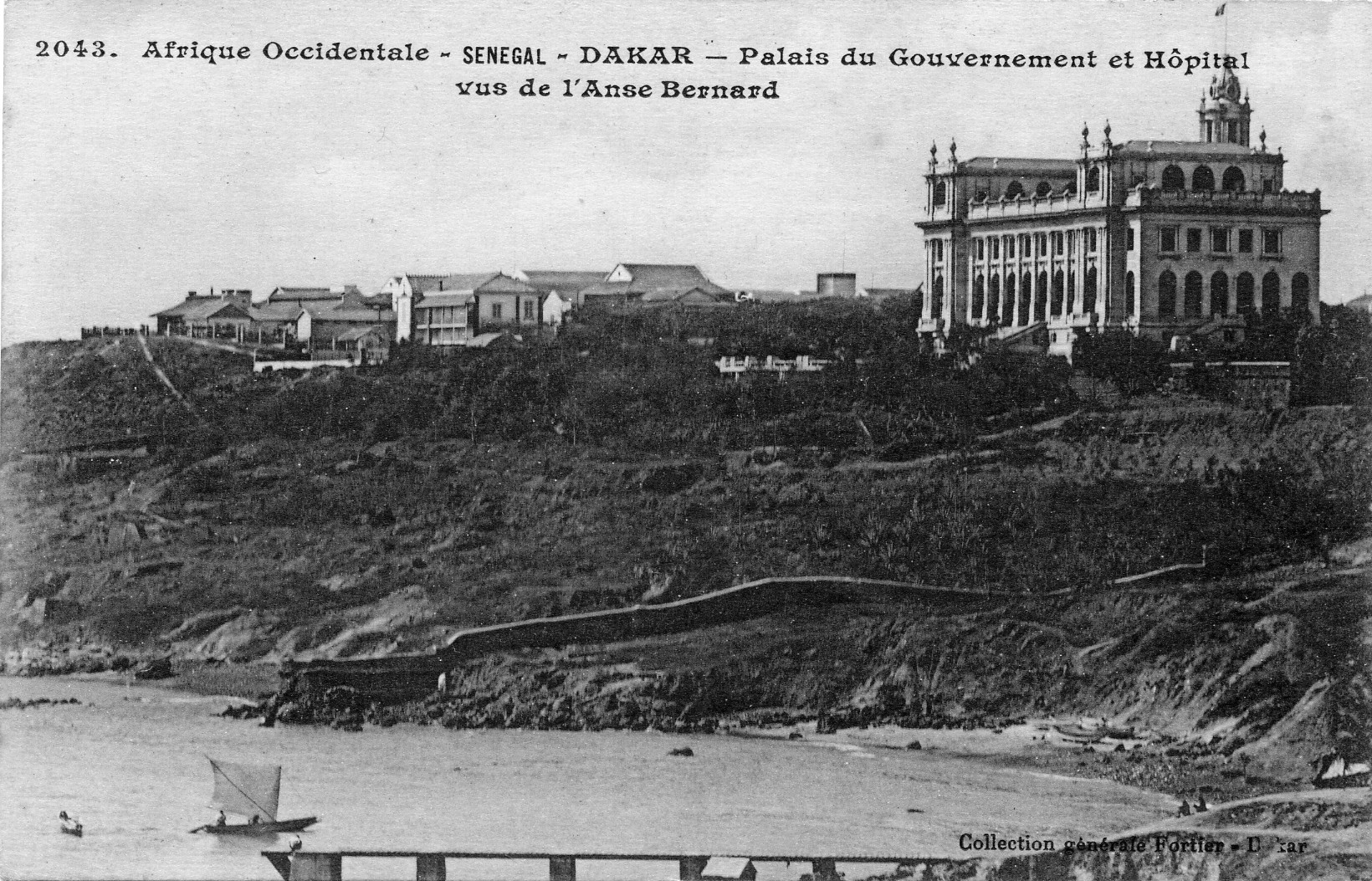
Der Palast des Generalgouvernements (um 1920).